# Nikolaus III. Esterházy de Galantha

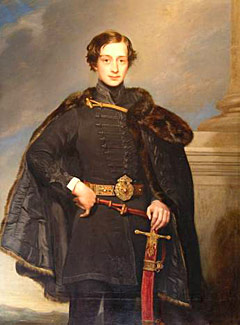
Nikolaus III.

Stammbaum der Fürsten Esterházy

Fürst Nikolaus III. Esterházy de Galantha (* 25. Juni 1817 in Regensburg; † 28. Januar 1894 in Wien) war der neunte Majoratsherr aus der ungarischen Hochadelsfamilie Esterházy, der reichsten Familie Mitteleuropas.

## Herkunft
Seine Eltern waren der 8. Fürst Paul III. Anton Fürst Esterházy (* 10. März 1786; † 21. Mai 1866) und dessen Ehefrau Prinzessin Maria Theresia von Thurn und Taxis (* 6. Juli 1794; † 18. August 1874).

## Leben

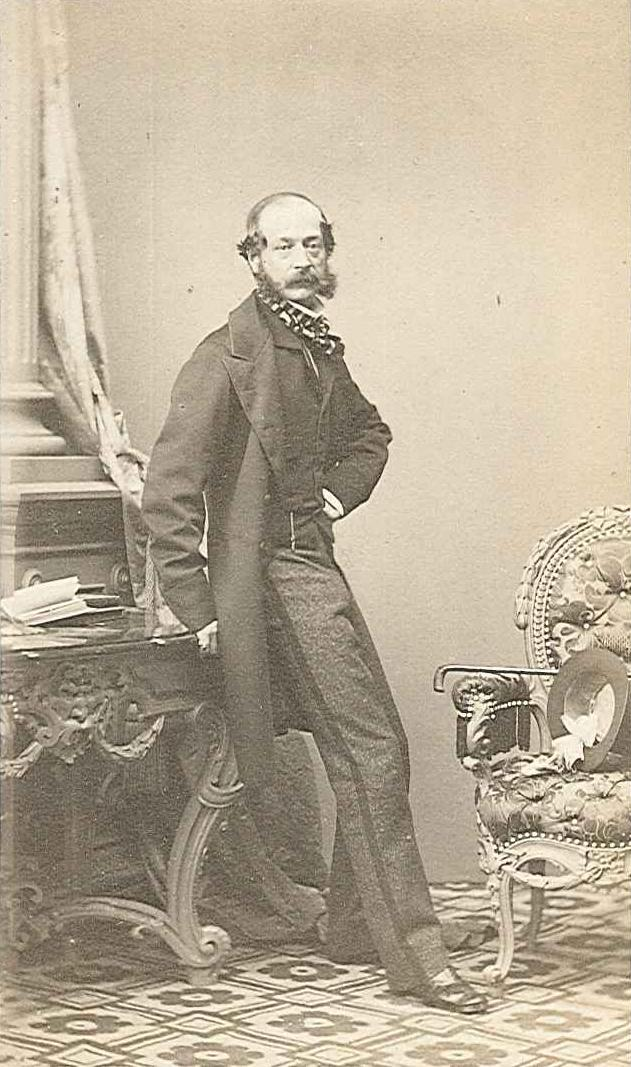
Nikolaus III.

Seine Jugend verbrachte Fürst Nikolaus nicht, wie damals für seinesgleichen üblich, in Ungarn auf Schloss Esterháza, sondern vielmehr in England, wo sein Vater Paul III. Anton als k.k. Gesandter tätig war. Dort lernte er auch seine Frau kennen, Sarah Frederica Caroline Child Villiers, eine Tochter von George Child Villiers, 5. Earl of Jersey, und Verwandte des bekannten George Villiers, 1. Duke of Buckingham. Am 8. Februar 1842 fand die Heirat in London statt. Doch Sarah verstarb noch vor seinem Aufrücken zum Majoratsherrn. Ihr zum Andenken ließ Nikolaus III. später im Eisenstädter Schlossgarten einen Obelisken errichten.
Aus England zurückgekehrt, stellte er sich, wie es in seiner Familie Tradition war, dem 1848 auf den Thron gelangten Kaiser Franz Joseph I. von Österreich zur Verfügung und begleitete diesen auf dessen Reisen durch Ungarn und Siebenbürgen. Dafür wurde ihm 1862, wie einigen seiner Vorfahren, der höchste Orden der Habsburgermonarchie verliehen, der Orden vom Goldenen Vlies.
1866 folgte Nikolaus III. seinem verstorbenen Vater Paul III. Anton als Majoratsherr. Dieser hatte allerdings auf Grund der riesigen Verschuldung der Familie und der drohenden Zahlungsunfähigkeit 1865 einer von Franz Joseph I. vermittelten Zwangsverwaltung (Sequestration) zustimmen müssen, der den jeweiligen Majoratsherrn bis 1898, also über die Lebenszeit von Nikolaus III. hinaus, von der Vermögensverwaltung fernhielt.
Ein großer Teil der Esterházyschen Bildergalerie wurde 1874 an das Königreich Ungarn verkauft, um zumindest einen Teil jener Schulden abzutragen, die seine Vorgänger Nikolaus I. und Nikolaus II. angehäuft hatten. Die ehemals Esterházyschen Gemälde bilden heute noch einen wesentlichen Bestandteil der Sammlung der Ungarischen Nationalgalerie und können in deren Räumen besichtigt werden.
Er ist in der Familiengruft im Franziskanerkloster Eisenstadt bestattet. Sein Sohn Paul IV. wurde sein Nachfolger als Majoratsherr.

## Familie
Esterházy heiratete am 8. Februar 1842 in London Lady Sarah Child-Villiers (* 12. August 1822; † 17. November 1853). Das Paar hatte mehrere Kinder:
- Paul IV. Anton Michael, (* 21. März 1843; † 22. August 1898), 10. Fürst Esterházy von Galántha

⚭ 1868 Gräfin Marie von und zu Trauttmansdorff-Weinsberg (* 21. April 1847; † 1. April 1876)
⚭ 1879 Prinzessin Eugenie von Croÿ (* 11. Oktober 1854; † 12. Juni 1889)
- Alajos György Rudolf (* 9. März 1844; † 25. Oktober 1912)
- Adolf (1846–1847)
- Anton Michael (* 14. Januar 1851; † 10. Februar 1935) ⚭ 1880 Gräfin Irma Andrássy de Csik-Szent-Király et Kraszna-Horka (* 28. Oktober 1858; † 16. November 1925)
- Sarah Sophia (* 16. März 1848; † 22. Februar 1885) ⚭ 1869 Fürst Nikolaus zu Hohenlohe-Waldenburg-Schillingsfürst (* 8. September 1841; † 23. Oktober 1886)